# Joffrey Ballet

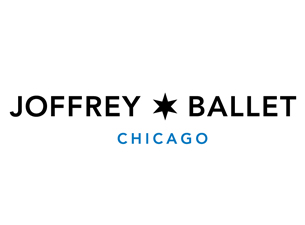
Logo de la compagnie de ballet Joffrey Ballet.

Le Joffrey Ballet est une compagnie de ballet américaine fondée dans les années 1950 à Chicago par Robert Joffrey, qui lui donne son nom, et Gerald Arpino. Son siège se situe dans la Joffrey Tower, dans le centre de Chicago.
Initialement dénommée Robert Joffrey Ballet Concert, la compagnie prend successivement les noms de Robert Joffrey's Theatre Dancers, Robert Joffrey Ballet et enfin, en 1976, celui de Joffrey Ballet. Établie tantôt à New York, tantôt à Chicago, elle se fixe définitivement dans cette dernière ville en 1995. Cette compagnie est un moment aidée financièrement par Rebekah Harkness, jusqu'à ce qu'une brouille se produise avec cette mécène et que lacompagnie prenne son indépendance
De nombreux chorégraphes américains ont eu l'occasion de créer pour le Joffrey Ballet, comme Alvin Ailey, William Forsythe, Laura Dean, Mark Morris et Twyla Tharp. La compagnie a également présenté des reconstitutions d'œuvres du répertoire de Ballets russes (les pièces de Nijinski et de Massine principalement).